# 圣雅各街
圣雅各街（法語：rue Saint-Jacques，英语：Saint Jacques Street或St. James Street）是加拿大魁北克省蒙特利尔的一条主要街道。
这条街道有两个英语名称：Saint Jacques Street和St. James Street。前者是最常见的地理名词，而后者通常用于街道作为金融区的历史重要性。

## 历史

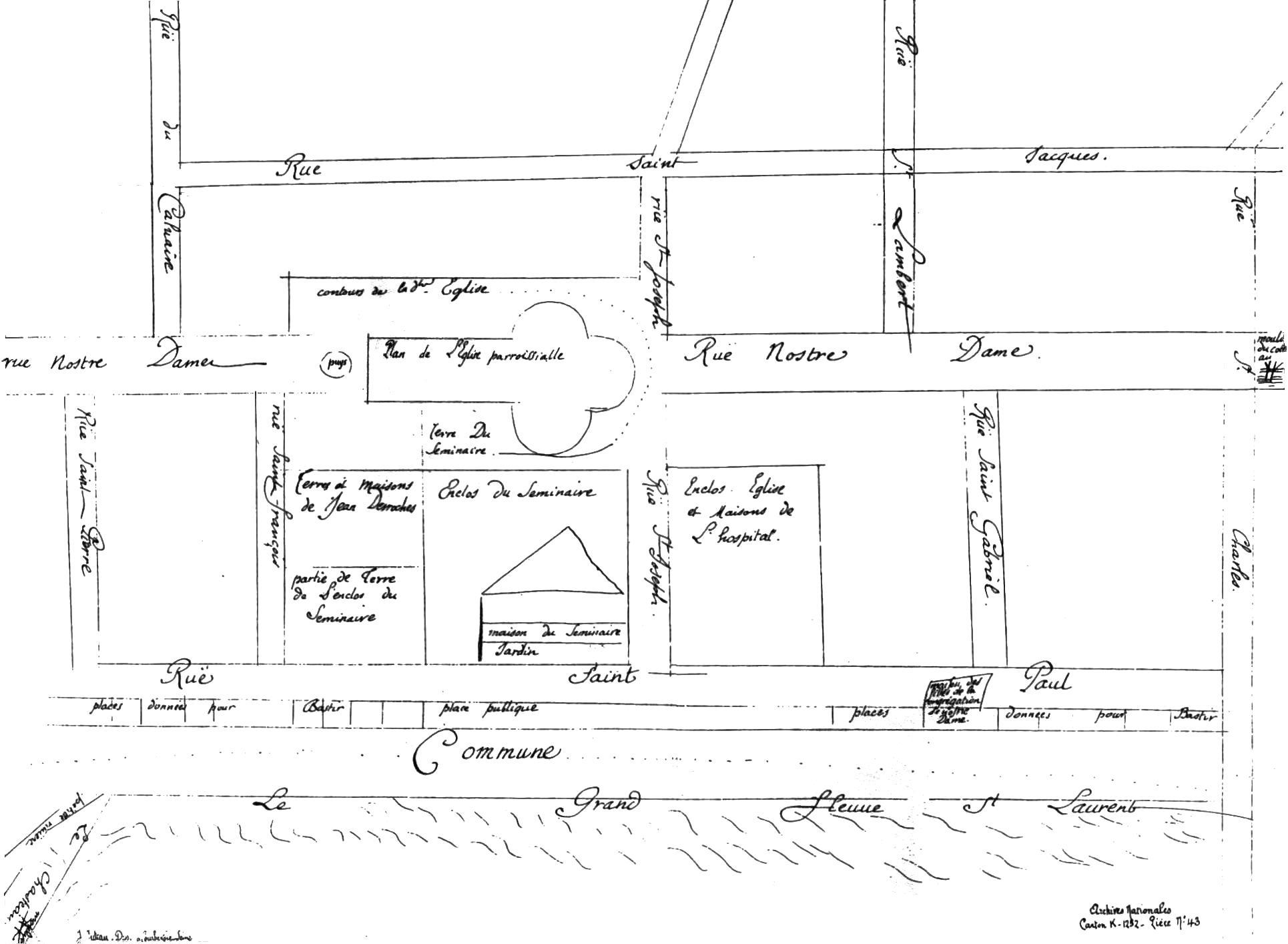
1672年蒙特利尔地图，François Dollier de Casson 绘

这条街是穿过蒙特利尔老城的一条主要干道，开辟于1672年。介于麦吉尔街和圣亨利广场之间的一段最初被称为圣文都辣街 (rue Saint-Bonaventure)。这个名字现在由波拿文德拉广场（Place Bonaventure）、波拿文德拉公路和博讷站继承，唯独它们的原始参照物已经消失。
在19世纪下半叶和20世纪上半叶，圣雅各街曾是蒙特利尔金融区的中心，几家主要的英国保险、银行和信托公司的加拿大总部都设在这里。在第一次世界大战之前，加拿大、省、市政府以及铁路、公用事业和运河公司等重要行业获得了大部分英国或美国资金的融资。在战争结束时，圣雅各街迅速发展，尽管到了1920年代，多伦多、温尼伯、卡尔加里和温哥华都有了证券交易所，但是圣雅各街的股票经纪公司和蒙特利尔证券交易所仍然是加拿大最重要的。在1928年建造时，加拿大皇家银行的圣雅各街360号新总部曾是大英帝国最高的建筑物。蒙特利尔银行总行大楼和加拿大豐業銀行的非正式总部也设在圣雅各街。它也是Nesbitt, Thomson & Co., Pitfield, MacKay, Ross, Royal Securities Corporation等主要经纪公司的所在地。

### 衰落
圣雅各街作为加拿大金融中心地位的不断下降，始于1959年圣劳伦斯海道的开放，随后由于1976年分离主义的魁北克人党省政府选举而产生政治不确定性，都是金融机构迁往别处的催化剂。一些机构选择逐步将其官方总部迁至多伦多，而其他机构则将后来的扩张全部转移到多伦多或加拿大其他主要中心。结果，圣雅各街金融区几乎消失了。 

### 近期

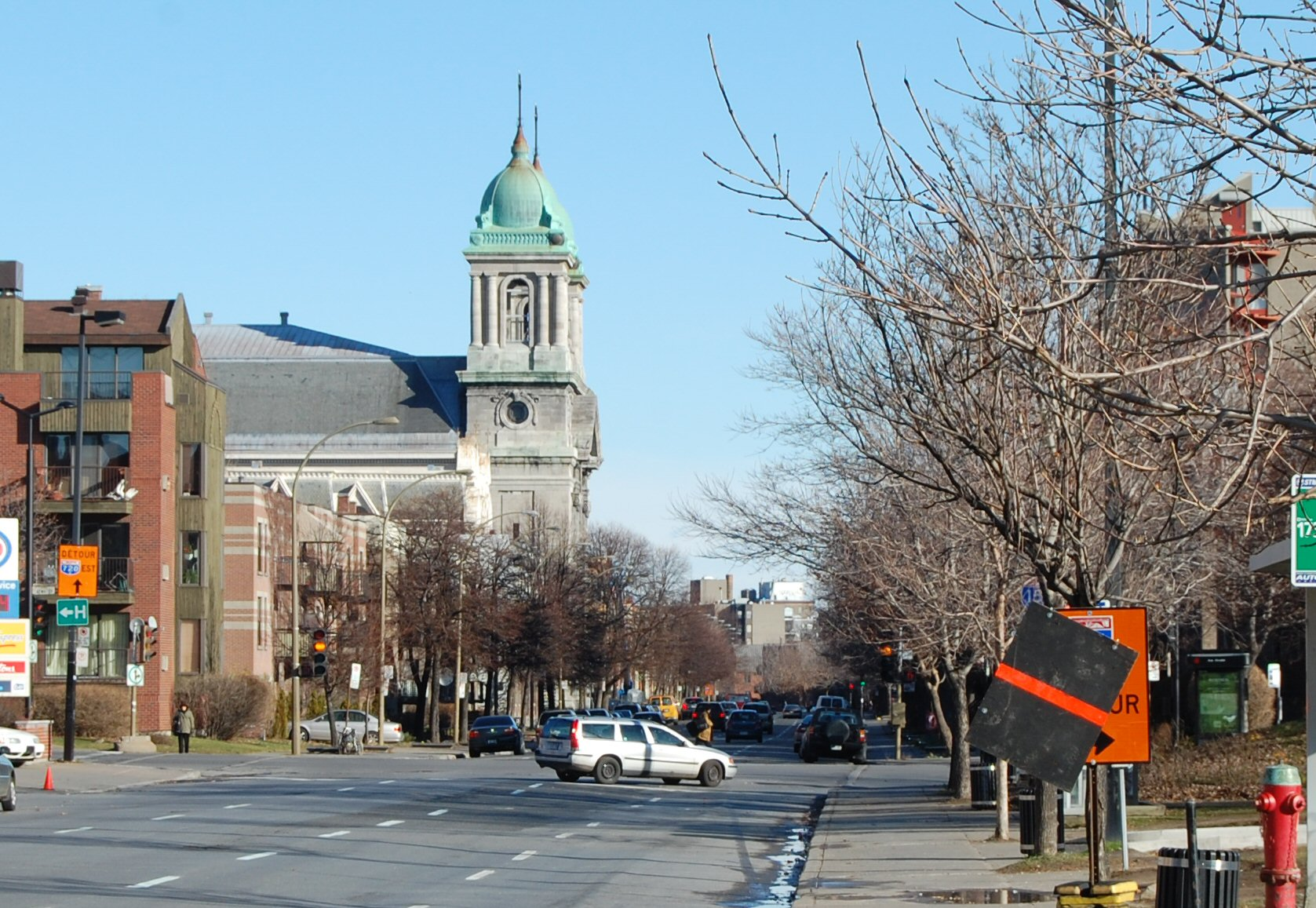
小勃艮第

在1990年代，Expos棒球俱乐部公布了计划，在蒙特利尔市中心圣雅各街建一个新体育场，就在贝尔中心以南。当新建筑的省级资金落空时，Expos没有继续他们的计划，并将房产出售给开发商。那段圣雅各街现在经历了规模可观的士紳化。
今天，麦吉尔街和圣洛朗大道之间的这段圣雅各街，穿过蒙特利尔老城区，以宏伟的新古典主义建筑著称。这些包括蒙特利尔银行带穹顶的蒙特利尔银行总行大楼、原加拿大皇家银行总部、加拿大商业银行、Molson Bank和加拿大人寿保险公司。较现代化的建筑包括蒙特利尔世界贸易中心和证券交易所大楼（Tour de la Bourse）。
再向西，圣雅各街贯穿小勃艮第、圣昂利、恩宠圣母和拉欣的居民区。

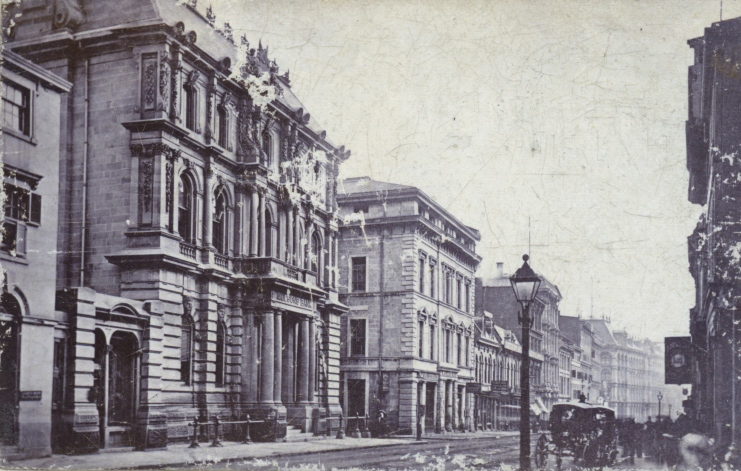
1872年
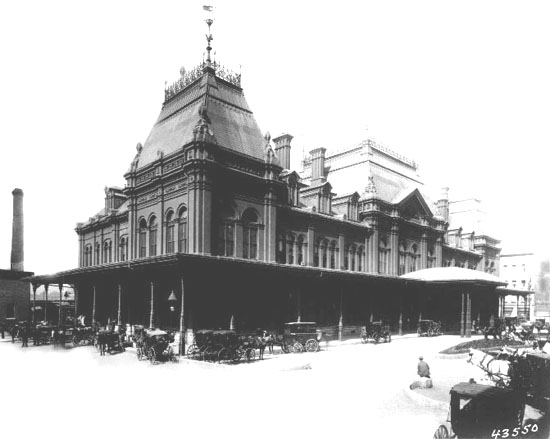
1870s
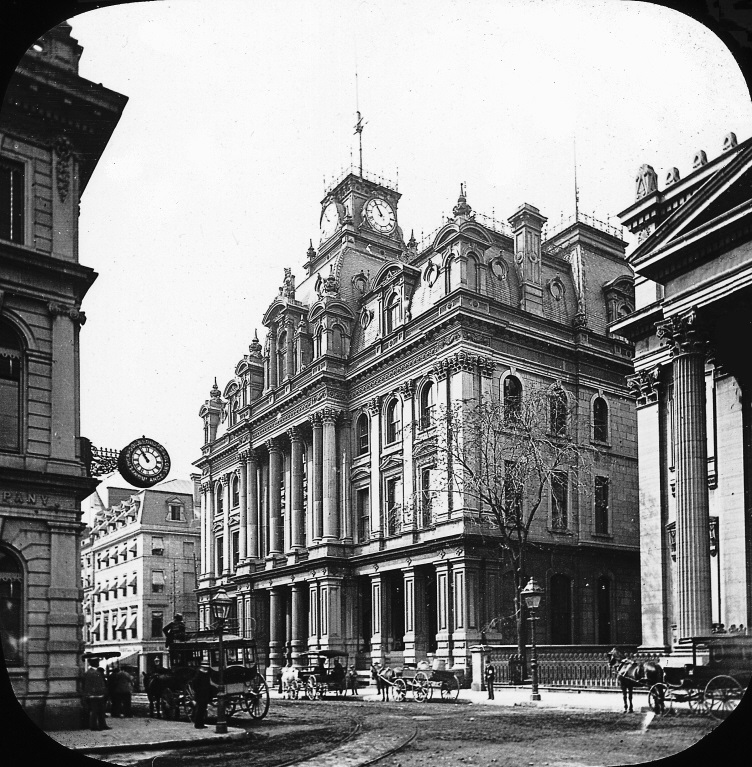
1895年
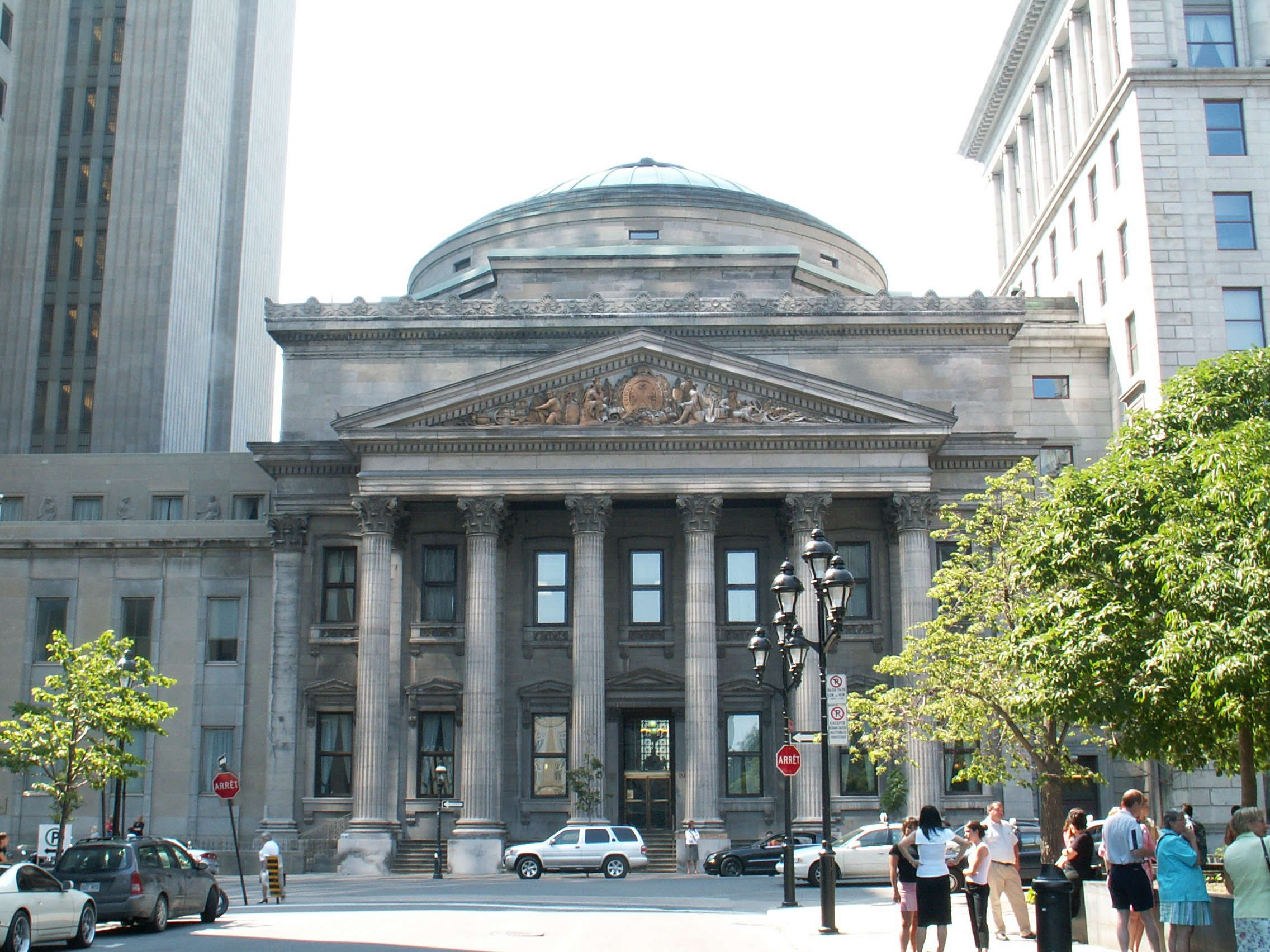
蒙特利尔银行